# Kiesvereniging
Een kiesvereniging is een lokaal georganiseerde politieke vereniging die is opgericht om een politieke partij of kandidaten te ondersteunen bij verkiezingen. Deze verenigingen spelen een cruciale rol in het politieke landschap van Nederland door het organiseren van Verkiezingscampagne, het mobiliseren van kiezers en het versterken van de lokale betrokkenheid bij politieke processen.

## Definitie en functie
Kiesverenigingen zijn verenigingen die zijn opgericht om politieke partijen of kandidaten te ondersteunen bij verkiezingen. Ze spelen een rol in de verkiezingscampagnes en mobiliseren kiezers om op hun kandidaten te stemmen.
In Nederland zijn kiesverenigingen vaak verbonden aan landelijke politieke partijen, maar opereren ze op lokaal niveau. Ze fungeren als brug tussen de landelijke partijstructuur en de lokale gemeenschap, waardoor ze een belangrijke rol spelen in de politieke participatie op gemeentelijk en provinciaal niveau.

## Structuur en organisatie
De structuur van een kiesvereniging kan variëren, maar doorgaans bestaat deze uit een bestuur dat verantwoordelijk is voor de dagelijkse gang van zaken, leden die actief deelnemen aan de activiteiten en een netwerk van vrijwilligers die ondersteuning bieden tijdens verkiezingscampagnes.
Sommige landelijke partijen, zoals de SGP, hebben een duale structuur waarbij plaatselijke kiesverenigingen naast plaatselijke afdelingen bestaan. Deze kiesverenigingen hebben hun eigen statuten en onderhouden direct contact met de leden en de achterban.
Daarnaast kunnen kiesverenigingen binnen een provincie samen een provinciale afdeling vormen, die verantwoordelijk is voor provinciale verkiezingen en andere regionale activiteiten.

## Geschiedenis
De oorsprong van kiesverenigingen in Nederland gaat terug tot de 19e eeuw. Voor de oprichting van landelijke politieke partijen waren er lokale politieke verenigingen die zich richtten op specifieke verkiezingen, zoals gemeenteraadsverkiezingen. Deze verenigingen speelden een belangrijke rol in het mobiliseren van kiezers en het bevorderen van politieke participatie op lokaal niveau.
Met de opkomst van landelijke politieke partijen in de 20e eeuw, zoals de Anti-Revolutionaire Partij (ARP) in 1879, werden kiesverenigingen steeds meer geïntegreerd in de landelijke partijstructuur. Desondanks behouden veel partijen hun lokale kiesverenigingen om de band met de achterban te versterken en lokale betrokkenheid te waarborgen.

## Belang in de Nederlandse politiek
Kiesverenigingen vervullen een essentiële rol in het Nederlandse politieke systeem. Ze fungeren als het fundament van politieke participatie op lokaal niveau, organiseren verkiezingscampagnes, werven leden en dragen bij aan de formulering van partijstandpunten die aansluiten bij de lokale behoeften en wensen.
Door hun lokale verankering kunnen kiesverenigingen snel inspelen op actuele kwesties binnen hun gemeenschap en effectief communiceren met kiezers. Dit maakt ze tot een onmiskenbaar onderdeel van het politieke landschap in Nederland.
In de toekomst zullen kiesverenigingen waarschijnlijk blijven evolueren om zich aan te passen aan veranderende politieke en maatschappelijke omstandigheden. Hun vermogen om lokale betrokkenheid te stimuleren en politieke participatie te bevorderen, zal bepalend zijn voor hun blijvende relevantie in de Nederlandse politiek.